# Dolmen du Pla de l'Arca (Molitg-les-Bains)
Pour les articles homonymes, voir Dolmen du Pla de l'Arca.
Le dolmen du Pla de l'Arca est un dolmen situé à Molitg-les-Bains, dans le département français des Pyrénées-Orientales.

## Historique
Le dolmen est l'un des plus anciennement mentionnés du département. Joseph Jaubert de Réart le signale dès 1832 sous le nom de Cova del Misser. Sur les cartes topographiques récentes de l'IGN, il est indiqué sous le nom dolmen du Pla de l'Arca. Le mot catalan pla est utilisé pour désigner un plateau et Arca (signifiant coffre) est souvent utilisé dans le Roussillon pour désigner des dolmens.

## Description
Le dolmen est du type simple (sans couloir). La table de couverture (2,20 m de long sur 2,10 m de large environ) repose sur trois orthostates : une dalle de chevet (1,65 m de long), une dalle côté sud-ouest (2 m de long) et une dalle côté nord-est (1 m de long).  Toutes les dalles sont en granite d'origine locale. La chambre ouvre au sud-sud-est. La table de couverture comporte une trentaine de cupules peu marquées. Le tumulus, en partie constitué par un petit relief naturel, devait à l'origine être de forme circulaire, son plan ovale actuel résultant d'apports d'épierrement ultérieurs.